# Здрастуйте, Гульнора Рахімівна!
«Здрастуйте, Гульнора Рахімівна!» — радянський художній фільм 1986 року, знятий режисером Абдурахімом Кудусовим на кіностудії «Таджикфільм».

## Сюжет
Молода вчителька музики Гульнора Рахімівна, прийшовши до школи, спочатку зустрічає байдужість до свого предмета як з боку школярів, так і по роботі. Але своїм бажанням долучити дітей до прекрасного світу музики завойовує любов та визнання учнів, повагу до інших педагогів.

## У ролях
- Тамара Яндієва — Гульнора Рахімівна, вчителька музики
- Бахтієр Фідоєв — Алішер
- Ірбек Алієв — Рустам
- Убайдулло Раджабов — Карім Пулатович, директор школи
- Сайрам Ісаєва — вчителька математики
- Шоді Саліхов — Сардор Самадов, голова колгоспу
- Нігіна Рахімова — Шоїра, староста та голова загону
- Сагді Табібуллаєв — дідусь Гульнори Рахімівни
- Мушаррафа Касимова — бабуся Гульнори Рахімівни
- Борис Дуров — вчитель фізкультури
- Наргіс Дахте — Аміда
- Зебо Амін-заде — керівник танцювального ансамблю «Зебо»
- К. Ішонов — епізод
- Алішер Негматов — вчитель праці
- А. Халімов — епізод

## Знімальна група
- Режисер — Абдурахім Кудусов
- Сценаристи — Валентина Малиновська, В. Федоров
- Оператор — Аврам Абрамов
- Композитор — Кудратулло Хікматов
- Художник — Абдусалом Абдуллаєв